# Caxias (Maranhão)
Caxias è un comune del Brasile nello Stato del Maranhão, parte della mesoregione del Leste Maranhense e della microregione di Caxias.
Si trova nella parte orientale dello stato, nella regione dei Cocais. È il polo della Regione dei Timbiras e sede amministrativa della Regione Metropolitana del Leste Maranhense. È la quinta città più popolosa dello stato, con una popolazione di 156 970 abitanti, secondo i dati dell'IBGE del 2022. La sua area è di 5 201,927 chilometri quadrati (2022/IBGE).

## Storia
Fino al XVII secolo la regione era abitata dagli indiani Timbira e Gamela. Dal 1615 in poi, i portoghesi ridussero in schiavitù questi indiani. Alla regione furono dati diversi nomi: Guanaré (nome indigeno), São José das Aldeias Altas, Freguesia das Aldeias Altas, Arraial das Aldeias Altas, Vila de Caxias e, infine, nel 1836, Caxias. "Caxias" era un omonimo di Quinta Real de Caxias, che si trovava vicino a Lisbona. Nella città si svolse l'ultima battaglia di Balaiada, che portò il condottiero Luís Alves de Lima e Silva a ricevere in seguito il titolo di “Duca di Caxias”.